# Odail Todd
Odail Todd (Jamaica, 9 de junio de 1994) es un atleta jamaicano especializado en la prueba de 100 m, en la que consiguió ser campeón mundial juvenil en 2011.

## Carrera deportiva
En el Campeonato Mundial Juvenil de Atletismo de 2011 ganó la medalla de oro en los 100 metros lisos, llegando a meta en un tiempo de 10.51 segundos que fue su mejor marca personal, por delante del japonés Kazuma Oseto y del francés Mickaël Zézé (bronce con 10.57 segundos). También ganó la plata en los 200 metros, con un tiempo de 21.00 segundos, tras el bahameño Stephen Newbold (oro con 20.89 segundos).